# Arius (género)
Arius é um género de peixes ariídeos, da ordem dos Siluriformes, de couro sem escamas conhecidos popularmente pelo nome de ``Bagre``.

## Espécies
- Arius acutirostris Day, 1877
- Arius acutus Bleeker, 1846
- Arius aequibarbis Valenciennes, 1840
- Arius africanus Playfair & Gìnther, 1866
- Arius agassizii (Eigenmann & Eigenmann, 1888) - Bagre-gaivota
- Arius angulatus Bleeker, 1846
- Arius arafurensis Hardenberg, 1948
- Arius arenatus Valenciennes, 1840
- Arius argenteus Lìtken (ex Kro{/yer), 1874
- Arius argyropleuron Valenciennes (ex Kuhl & van Hasselt), 1840
- Arius arius Valenciennes, 1840
- Arius armiger De Vis, 1884
- Arius ater Burgess, 1989
- Arius augustus Roberts, 1978
- Arius belangerii Valenciennes, 1840
- Arius berneyi Paxton et al., 1989
- Arius bilineatus
- Arius bleekeri Popta, 1900
- Arius boakeii Turner, 1867
- Arius bonillai Miles, 1945
- Arius borneensis
- Arius brevibarbis Boulenger, 1911
- Arius brevirostris Steindachner, 1901
- Arius broadbenti
- Arius brunellii Zolezzi, 1939
- Arius burmanicus Day, 1870
- Arius caelatoides Bleeker, 1846
- Arius caelatus Valenciennes, 1840
- Arius carinatus Weber, 1913
- Arius chondropterygioides Bleeker, 1846
- Arius chondropterygius Bleeker, 1846
- Arius clypeaster
- Arius clypeastroides Bleeker, 1846
- Arius coatesi Kailola, 1990
- Arius cochinchinensis Gìnther, 1864
- Arius couma Cervigãn, Cipriani, Fischer, Garibaldi, Hendrickx, Lemus, M¡rquez, Poutiers, Rob, 1992
- Arius cous Heckel, 1843
- Arius crassilabris Burgess, 1989
- Arius crossocheilos Bleeker, 1846
- Arius crucigera Owen, 1853
- Arius dasycephalus Gìnther, 1864
- Arius despaxi
- Arius dispar Herre, 1926
- Arius doriae Vinciguerra, 1881
- Arius equestris Baird & Girard, 1854
- Arius fangi Chaux, 1949
- Arius feliceps Burgess, 1989
- Arius felis Lee et al., 1980
- Arius festae
- Arius fissus
- Arius fuscus Steindachner, 1881
- Arius gagora Burgess, 1989
- Arius gagorides Burgess, 1989
- Arius gagoroides Bleeker, 1846
- Arius gigas Boulenger, 1911 - Bagre-gigante
- Arius goniaspis Bleeker, 1858
- Arius graeffei Kner & Steindachner, 1867
- Arius grandicassis Valenciennes, 1840
- Arius grandoculis
- Arius granosus Valenciennes, 1840
- Arius guatemalensis Gìnther, 1864
- Arius hamiltonis Bleeker, 1846
- Arius harmandi Burgess, 1989
- Arius hassleriana
- Arius heckelii Bleeker, 1846
- Arius herzbergii Burgess, 1989
- Arius heudelotii Valenciennes, 1840
- Arius jatius Burgess, 1989
- Arius jella Day, 1877
- Arius kessleri Steindachner, 1877
- Arius labiatus
- Arius laeviceps Bleeker, 1846
- Arius laticeps Gìnther, 1864
- Arius latirostris Macleay, 1883
- Arius latiscutatus Gìnther, 1864
- Arius layardi Gìnther, 1866
- Arius leiotetocephalus Bleeker, 1846
- Arius lentiginosus Allen & Robertson, 1994
- Arius leptaspis Paxton et al., 1989
- Arius leptonotacanthus Bleeker, 1849
- Arius longibarbis Castelnau, 1855
- Arius luniscutis
- Arius macracanthus Gìnther, 1864
- Arius macrocephalus Bleeker, 1846
- Arius macronotacanthus Bleeker, 1846
- Arius macrorhynchus Allen, 1991
- Arius macruropterygius Bleeker, 1846
- Arius madagascariensis Vaillant, 1894
- Arius magatensis Herre, 1926
- Arius manillensis
- Arius manjong Bleeker, 1846
- Arius mastersi Ogilby, 1898
- Arius melanochir Bleeker, 1852
- Arius melanopterygius Bleeker, 1849
- Arius melanopus Gìnther, 1864
- Arius microcephalus Bleeker, 1855
- Arius microgastropterygius Bleeker, 1846
- Arius micronotacanthus Bleeker, 1846
- Arius micruropterygius Bleeker, 1847
- Arius midgleyi Kailola & Pierce, 1988
- Arius milberti Valenciennes, 1840
- Arius molliceps Valenciennes, 1840
- Arius nella Burgess, 1989
- Arius nigricans Valenciennes, 1835
- Arius nox Herre, 1935
- Arius nuchalis Gìnther, 1864
- Arius nudidens Weber, 1913
- Arius oetik Bleeker, 1846
- Arius osculus Jordan & Gilbert, 1883
- Arius parkeri Burgess, 1989
- Arius parkii Gìnther, 1864
- Arius parmocassis
- Arius parvipinnis Day, 1877
- Arius passany Taylor & Menezes, 1978
- Arius phrygiatus Valenciennes, 1839
- Arius pidada Bleeker, 1846
- Arius planiceps Steindachner, 1877
- Arius platypogon Gìnther, 1864
- Arius platystomus Day, 1877
- Arius pleurops Boulenger, 1897
- Arius polystaphylodon Bleeker, 1846
- Arius proops Taylor & Menezes, 1978
- Arius proximus Ogilby, 1898
- Arius pumilus Valenciennes, 1844
- Arius puncticulatus Valenciennes, 1840
- Arius quadriscutis Valenciennes, 1840
- Arius robertsi Kailola, 1990
- Arius rostratus Valenciennes, 1840
- Arius rugispinis Valenciennes, 1840
- Arius sagor Burgess, 1989
- Arius sagoroides Hardenberg, 1941
- Arius satparanus Chaudhuri, 1916
- Arius schlegeli Bleeker, 1863
- Arius sciurus Smith, 1931
- Arius sinensis Valenciennes, 1840
- Arius solidus Herre, 1935
- Arius sona Burgess, 1989
- Arius spixii
- Arius stormii Roberts, 1989
- Arius stricticassis
- Arius stormii Roberts, 1989
- Arius subrostratus Valenciennes, 1840
- Arius sumatranus Burgess, 1989
- Arius temminckii
- Arius tenuispinis Day, 1877
- Arius thalassinus
- Arius thunbergi
- Arius tonggol Bleeker, 1846
- Arius truncatus Valenciennes, 1840
- Arius utarus Kailola, 1990
- Arius utik Bleeker, 1847
- Arius valenciennesii Gìnther, 1864
- Arius vandeli
- Arius variolosus Valenciennes, 1840
- Arius velutinus Allen, 1991
- Arius venosus Valenciennes, 1840
- Arius viviparus Bleeker, 1846